# 영국의 음악
다음은 영국의 음악(英國-音樂)에 관한 설명이다.
영국은 영국의 역사에서 교회 음악에서부터 주된 프로듀서, 음악 창작 등이 주를 이루어왔으며 잉글랜드, 스코틀랜드, 북아일랜드, 웨일스의 고대 전통 민요와 악기가 수반된다.
20세기에는 미국의 음악으로부터의 영향이 대중 음악의 주를 이루었다.

## 배경
16세기의 영국은 엘리자베스 왕조의 황금시대였으며, 문학으로는 셰익스피어가 불멸의 걸작을 낳은 시대이기도 했다. 이 시대의 음악은 기악이나 성악에도 우수한 작품이 많았다. 영국의 교회음악에 공헌한 작곡가로는 타이(Tye, 1500-1573) 및 탈리스(Tallis, 1505경-1585) 등이 있는데 그 작풍은 간결하고 명쾌하였다. 탈리스는 특히 대위법의 기교에 우수하였다.
엘리자베스 왕조 때 최대의 작곡가였던 버드(W. Byrd, 1542경-1623)는 교회음악을 비롯하여 세속적 합창곡, 비올을 위한 실내악, 건반악기 음악 등 당시 유행했던 모든 작곡 분야에서 활약했으며, 그 모든 것에 탁월한 기교를 발휘함과 동시에 스스로 개척한 형식과 스타일을 다음 세대에 전하였다.
종교적·세속적 합창곡으로는 영어가 지닌 독특한 리듬감을 살린 뛰어난 대위법의 기교를 나타내어, 영국 마드리갈의 개척자가 되었다. 그러나 역사상 가장 중요한 것으로는 건반악기 분야에서의 공헌을 들 수 있겠다. 그 부분은 버지널을 위해 만들어진 것이다. 버지널은 건반이 달린 옛 발현악기(撥絃樂器)이며, 그 무렵에 영국에서 유행한 쳄발로(하프시코드)의 일종이다.
16세기 말엽부터 17세기 초에 걸쳐 버드를 비롯해서 이 악기를 위하여 음악을 쓴 작곡가들을 버지널리스트라 했으며, 그들의 대표작품은 <파르테니아(Parthenia, 1610)>나 <피츠윌리엄 버지널의 책(Fitzwilliam Virginal Book, 1625년경)> 등의 곡집에 수록되어 있으며, 그것들은 춤곡, 변주곡, 프렐류드, 판타지아 등이다.

## 같이 보기
- 영국의 문화